# Дезмонта (Верона)
Дезмонта је насеље у Италији у округу Верона, региону Венето.
Према процени из 2011. у насељу је живело 32 становника. Насеље се налази на надморској висини од 22 м.